# اینگورث
اینگورث (به انگلیسی: Ingworth) یک روستا و محله مدنی در بریتانیا است که در North Norfolk واقع شده‌است. اینگورث ۲٫۱۲ کیلومتر مربع مساحت و ۹۴ نفر جمعیت دارد.